# مارتن نوت
مارتن نوث (بالألمانية: Martin Noth)‏ (و. 1902 – 1968 م) هو عالم عقيدة، وأستاذ جامعي ألماني، ولد في درسدن، توفي في النقب، عن عمر يناهز 66 عاماً.

## التعليم
تعلم في جامعة لايبتزغ، وجامعة روستوك.

## روابط خارجية
- مارتن نوت على موقع الموسوعة البريطانية (الإنجليزية)